# زافيتي إليتشا (كراي ألطاي)
زافيتي إليتشا (بالروسية: Заветы Ильича)‏ هي قرية ريفية تقع في منطقة أليسكي، كراي ألطاي، روسيا، كان عدد السكان حوالي 600 نسمة في عام 2013. يوجد فيها 11 شارع.

## جغرافيا
تقع القرية على نهر غورفكا على بعد 8 كيلومتر (5.0 ميل) شمال غرب أليسك (المركز الإداري للمنطقة) عن الطريق البري، أليسك هي أقرب منطقة ريفية لها.